# Кідонія (Крит)
35°31′02″ пн. ш. 24°01′10″ сх. д. / 35.517291° пн. ш. 24.019485° сх. д.
Кідонія (грец. Κυδωνία) — давньогрецький поліс на острові Крит, на місці сучасного міста Ханья.

## Історія

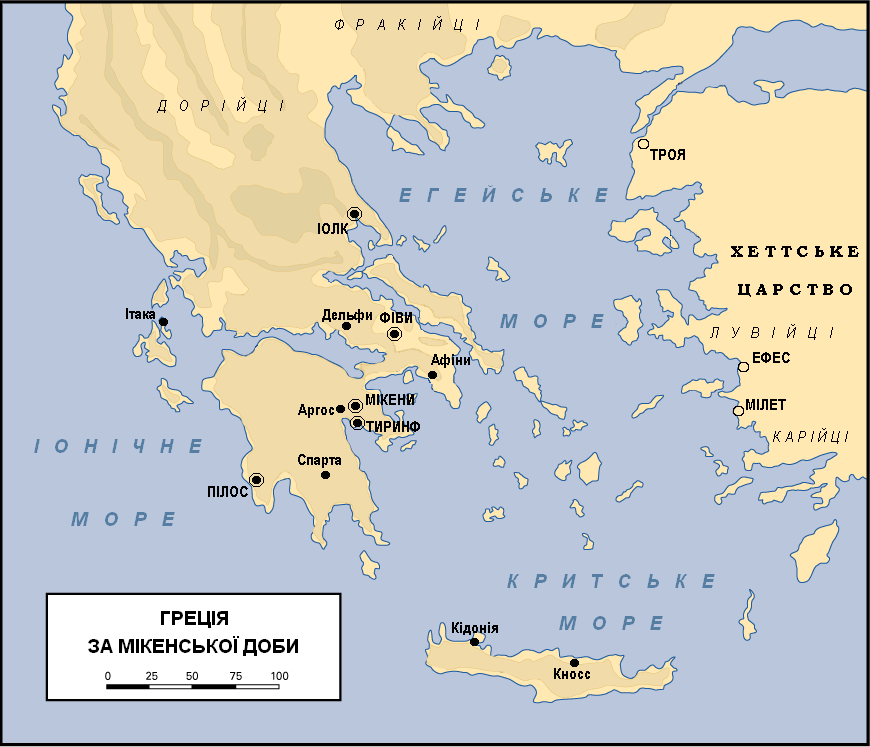
Основні центри Мікенської цивілізації близько 1450 року до н. е.

За однією з легенд, поліс був заснований царем Кідоном, сином бога Гермеса і Акалли, дочки Міноса. Кідонія була суперницею із Кноссом та Гортиною, пізніше стала колонією Закінфа, потім Самоса і зрештою Егіни. В епоху мінойської та мікенської цивілізацій (середина — кінець II тисячоліття до н. е.) навколо Кідонії осів нечисленний народ кідонів, яких Гомер відрізняв від інших народів Криту — мінойців, ахейців і пеласгів. За переказами, у Кідоніі вперше почали вирощувати айву. Через це греки називали айву кідонським яблуком. Від назви міста походить латинська назва цієї рослини — лат. Cydonia.

## Персоналії
- Клімен
- Кресіл – скульптор